# Epichrysocharis fusca
Epichrysocharis fusca är en stekelart som först beskrevs av Girault 1913.  Epichrysocharis fusca ingår i släktet Epichrysocharis och familjen finglanssteklar. Inga underarter finns listade i Catalogue of Life.